# Habranthus lucidus
Habranthus lucidus är en amaryllisväxtart som beskrevs av R.S.Oliveira. Habranthus lucidus ingår i släktet Habranthus och familjen amaryllisväxter. Inga underarter finns listade i Catalogue of Life.